# Chepstow
Chepstow este un oraș din zona Monmouthshire, Țara Galilor. 